# یواس‌اس سیرکاسیان (۱۸۶۲)
یواس‌اس سیرکاسیان (۱۸۶۲) (به انگلیسی: USS Circassian (1862)) یک کشتی بود که طول آن ۲۴۱ فوت (۷۳ متر) بود.